# Gammalstorp-Ysane församling
Gammalstorp-Ysane församling var en församling i Listers och Bräkne kontrakt, Lunds stift och Sölvesborgs kommun. Församlingen utgjorde ett eget pastorat. Församlingen upplöstes 2014 och de två delarna uppgick i Sölvesborgs respektive Mjällby församlingar. 
De två församlingarna hade redan innan sammanslagningen gemensam präst, som har sin prästgård vid Gammalstorps kyrka. Den andre kyrkan i församlingen, Ysane kyrka är vägkyrka på somrarna.

## Administrativ historik
Församlingen bildades 2006 av Ysane församling och Gammalstorps församling och bildade därefter till 2014 ett eget pastorat. Församlingen upplöstes 2014 där den tidigare församlingen Ysane uppgick i Mjällby församling och den tidigare församlingen Gammalstorp uppgick i Sölvesborgs församling.

## Kyrkor
- Gammalstorps kyrka
- Ysane kyrka